# Jean d'Arcet

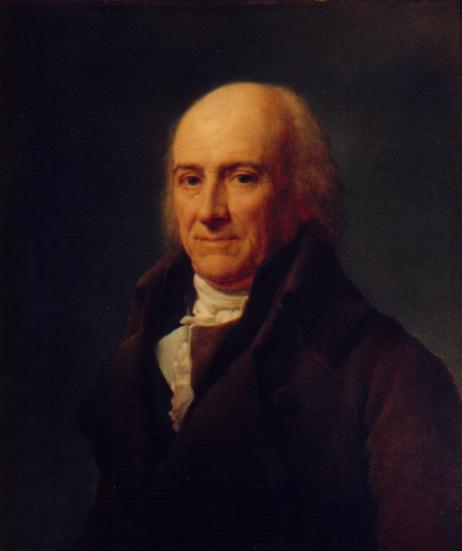
Jean d'Arcet. Retrat de François Gérard (1800).

Jean d'Arcet, nascut el 7 de setembre de 1724 a Doasit, Landes, i traspassat el 12 de febrer de 1801 a París, fou un químic i metge francès.

## Biografia
Estudià medicina i fou preceptor dels fills de Montesquieu. Va fer amistat amb Guillaume François Rouelle i va seguir els seus cursos de química. L'any 1774 fou nomenat professor del Col·legi de França i després director de la manufactura de Sèvres, inspector de monedes, membre de la Académie des Sciences, on substituí a Pierre Joseph Macquer, i finalment, senador.

## Obra
Jean d'Arcet fou el qui introduí la fabricació de porcellana a França, a Sèvres, que en aquell temps s'havia d'importar de l'estranger. També realitzà l'extracció de la gelatina de l'os, l'extracció de la sosa de la sal de la mar, nombroses anàlisis químiques, i la invenció d'un aliatge fusible que duu el seu nom, emprat freqüentment en la fabricació de calderes i dipòsits d'aigua que funcionin a alta pressió. El metall de d'Arcet està compost per tres metalls: estany, Sn, plom, Pb i bismut, Bi.
D'Arcet va tenir col·laboradors destacats com el químic hipano-mexicà Andrés Manuel del Río, descobridor del vanadi, V.

### Obres
- Sur l'action d'un feu égal sur un grand nombre de terres (1766-1771)
- Expériences sur plusieurs diamants et pierres précieuses (1772)
- Discours en forme de dissertation sur l'état actuel des montagnes des Pyrénées... prononcé par M. d'Arcet pour son installation et l'inauguration de la chaire de chimie au Collège de France, le 11 décembre 1775 (1776)
- Rapport sur l'electricité dans les maladies nerveuses (1783)